# Historia del periodismo

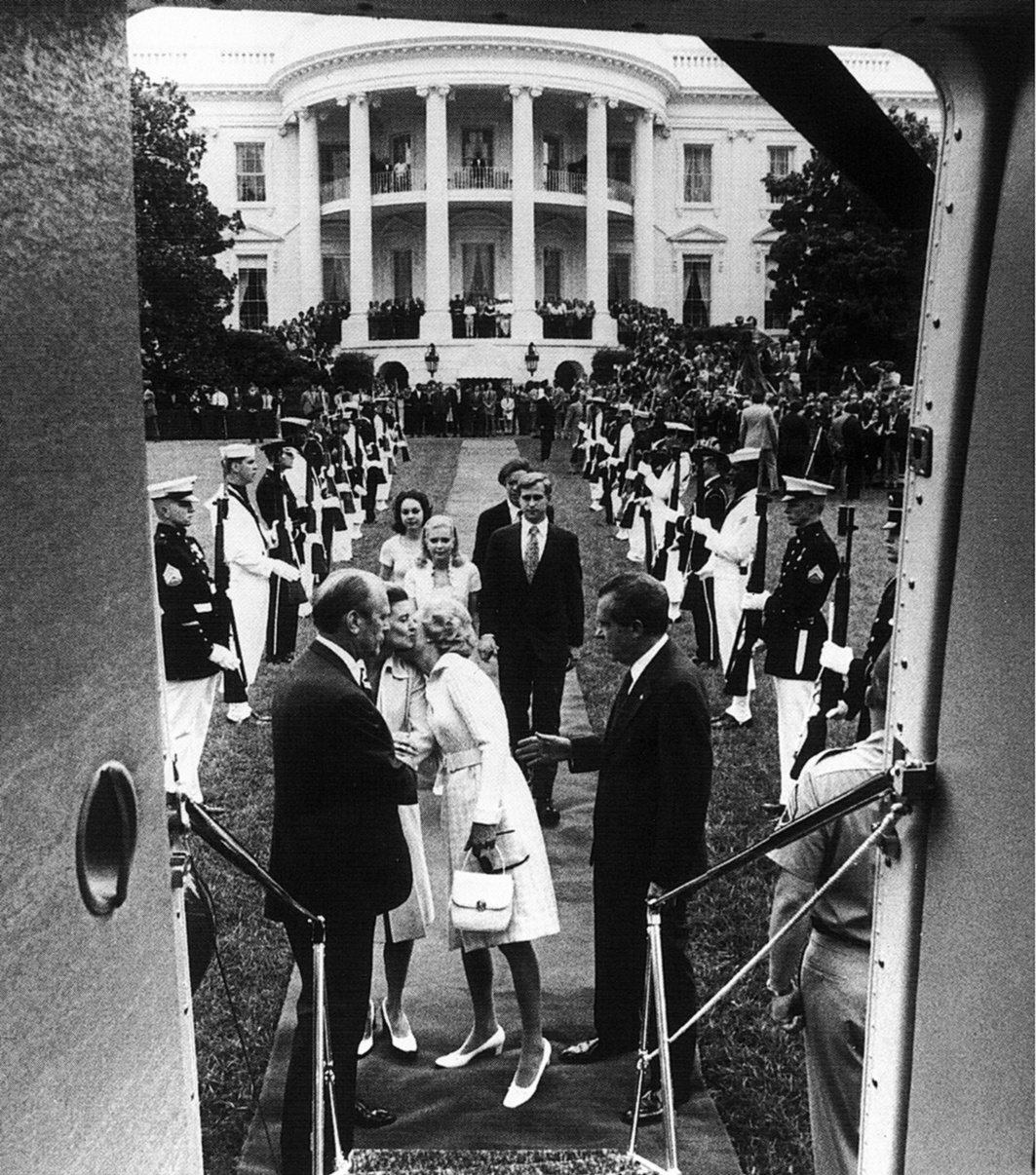
Nixon abandonando la Casa Blanca poco antes de que su dimisión se convirtiera efectiva (9 de agosto de 1974) en el desenlace del Escándalo Watergate, uno de los hitos del periodismo de investigación.

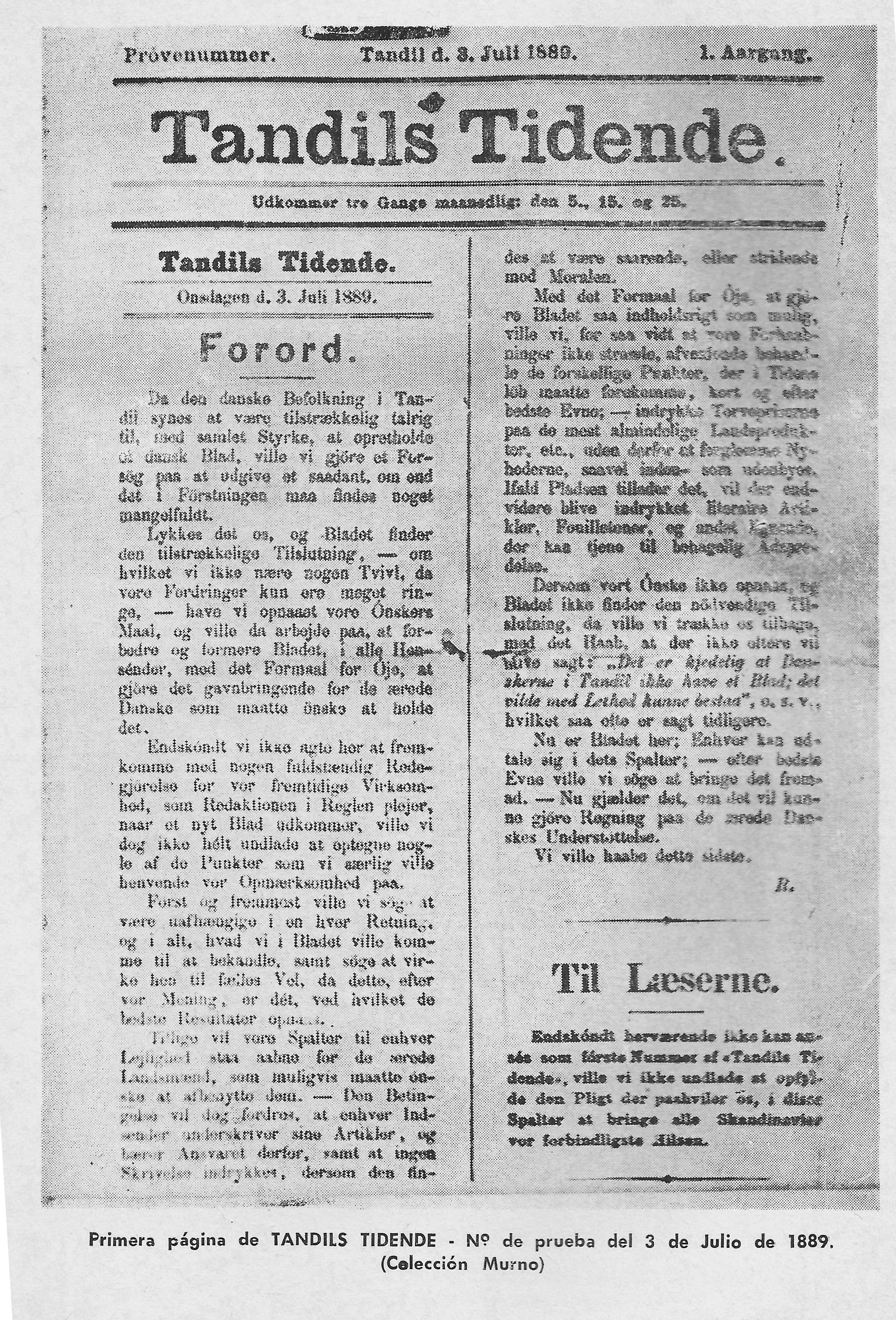
Portada del primer número del diario Tandil Tidende, escrito en danés en la ciudad de Tandil, Argentina. Edición del 8 de julio de 1880.

La historia del periódico es un desarrollo a lo largo de la historia, entendido como una actividad regular y continua de recogida, elaboración y difusión de noticias sobre los principales acontecimientos que ocurren en el mundo, que llevan a cabo los periodistas La tendencia ha sido el incremento del número de noticias al alcance de los ciudadanos y de la velocidad de transmisión. Desde finales del siglo XVII los diarios han sido el principal medio de difusión de la actividad de los periodistas, a los que durante esa época se añadieron las revistas, en el siglo XX la radio y la televisión, y en el siglo XXI Internet.
Tras un estudio comparado, Guillamet concluye que se puede afirmar que hay consenso en definir las etapas de la historia del periodismo; el antiguo o artesano (1609-1789), el moderno o liberal (1789-último cuarto del siglo XIX), el contemporáneo o industrial (último cuarto del siglo XIX-último cuarto del siglo XX) y el que se deriva de la aparición de Internet, en 1994. Italia, Alemania, Francia, Inglaterra, España y los Estados Unidos, por este orden, son los países claves para la aproximación académica a la historia del periodismo.
El periodismo se ha extendido gracias al crecimiento de la tecnología y el comercio, marcado por el advenimiento de técnicas especializadas para recoger y diseminar información que ha causado el aumento constante del alcance de las noticias disponibles y la velocidad con la que son transmitidas. 

## Antigüedad
La historia señala como el primer diario en sentido estricto aquel que Julio César hizo colocar en el "Foro Romano" y al cual denominó el Acta diurna en el siglo I a. C. antes de nuestra era. "El periódico, como ha dicho Weise, 'debe su origen a Julio César'. Y nos explica como : 'Él fue quien primeramente reconoció el valor de la opinión pública, y por esto, durante el año de su consulado (59 a. de J.C.), hizo reunir diariamente, para utilidad general, las noticias de los acontecimientos más importantes. Así apareció el Diario Romano (Diurna urbis acta), cuya publicación obedecía, más que al propósito de realizar una información, al de dar noticias en tal forma que la opinión pública quedará influida en sentido gubernamental'".

## La imprenta
La invención de la imprenta, atribuida a Johannes Gutenberg en 1440, permitió una gran difusión de la Biblia y otros libros.
En la baja Edad Media, las hojas escritas con noticias comerciales y económicas eran muy comunes en las bulliciosas calles de las provincias burguesas. En Venecia, se vendían hojas al precio de una gaceta (moneda utilizada en Venecia en el siglo XVI), de las que provienen los nombres de muchos periódicos publicados en la Era Moderna y la Contemporánea.
El primer periódico que apareció en Europa data del siglo XVII. La primera impresión de gacetas de información fue de Mercurius Gallobelgicus en Colonia, Alemania, en 1596; escrita en latín, relataba ampliamente los últimos días del Imperio romano. No obstante, fue distribuido el texto rápidamente y tuvo una repercusión notable en Inglaterra.
En los siglos XVIII y XIX, los líderes políticos tomaron conciencia del gran poder que podían tener las gacetas para influir en la población y proliferaron los periódicos de facciones y partidos políticos.

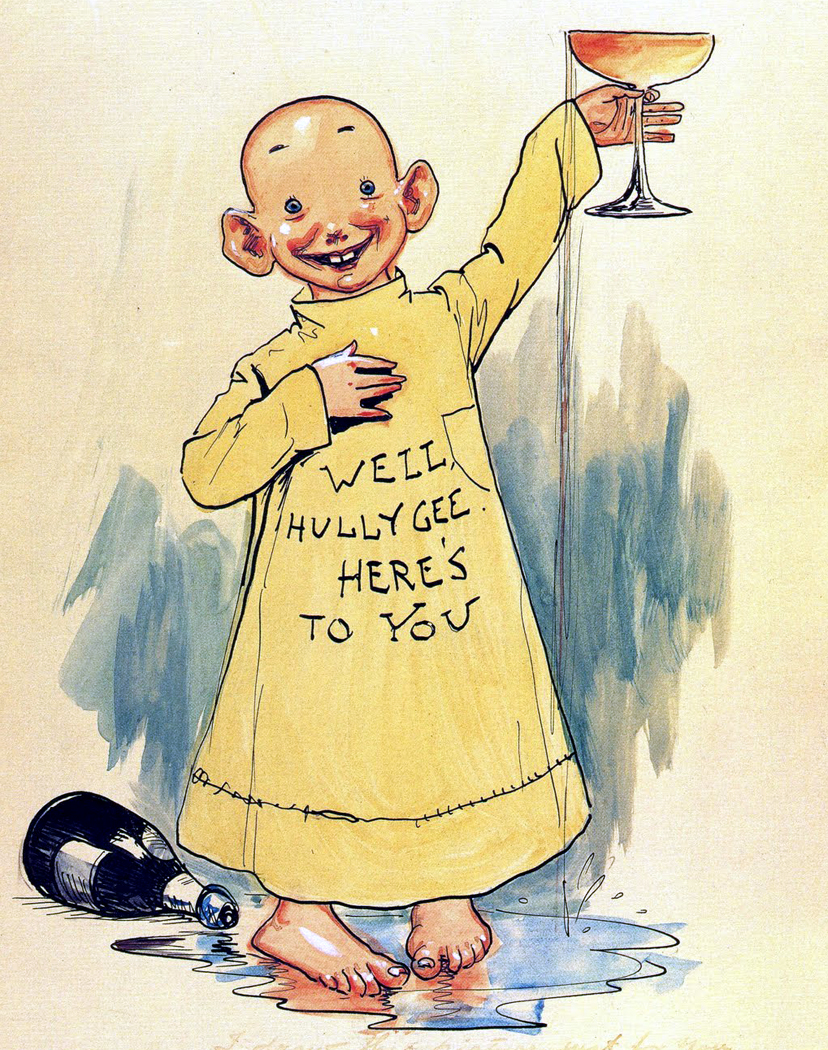
The Yellow Kid, en el origen de la prensa amarilla.

Hacia finales del siglo XIX, los empresarios descubrieron el potencial comercial del periodismo y surgieron las primeras publicaciones parecidas a los diarios actuales.
En los Estados Unidos, empresarios como Joseph Pulitzer, William Randolph Hearst y George W. Kendall crearon grandes diarios destinados a la venta masiva, incorporando novedades como la entrevista dialogada (1836), la columna humorística (1837), el suplemento dominical en color (1893) o las tiras diarias (1904).
Nuevas invenciones, como el telégrafo, facilitaron la obtención de noticias. La fotografía comenzó a usarse en la prensa diaria en 1880. Alemania fue el primer país que produjo revistas gráficas ilustradas con fotografías.
Surgieron, ya en el siglo XX, empresas dedicadas a recolección de informaciones sobre la actualidad que eran vendidas a los diarios. Estas empresas fueron conocidas como agencias periodísticas o agencias de prensa.
En la década de los años 20 del siglo pasado surgieron las primeras emisoras de radio, que tomaron gran parte del protagonismo de los diarios en el seguimiento paso a paso de los hechos de actualidad.
Las primeras emisiones de televisión se hicieron en los Estados Unidos en los años 30, y ya en los años 50 la televisión competía con la radio en la posibilidad de trasmitir instantáneamente la información, con el agregado seductor de la imagen.